# 春日太一の金曜映画劇場
『春日太一の金曜映画劇場』は、NHKラジオ第1の『すっぴん！』で2012年4月 ~ 2020年3月に放送された映画を紹介するコーナー。
2017年4月から2020年2月まで基本的に月1回木曜日に放送された。金曜パーソナリティ高橋源一郎が担当時に、春日太一が紹介。

## 出演者
- 高橋源一郎（作家）木曜パーソナリティ
- 藤井彩子（アナウンサー）アンカー
- 春日太一（映画史・時代劇研究家）

## 紹介された作品

### 2017年
- 4月14日・俳優　渡瀬恒彦（この回のみ一本の映画作品の紹介ではなく渡瀬恒彦という映画俳優について語られた）
- 5月12日・柳生一族の陰謀
- 6月9日・新座頭市物語　折れた杖（1972年）監督・勝新太郎
- 7月14日・劇場版・スケバン刑事(1987年)監督 田中秀夫
- 9月8日・切腹
- 10月13日・ジャズ大名
- 11月17日・わるいやつら
- 12月15日・待ち伏せ

### 2018年
- 1月20日・宇宙からのメッセージ
- 2月16日・疑惑
- 3月16日・人生劇場 飛車角
- 4月13日・悪魔の手鞠歌
- 5月11日・ひとごろし
- 6月15日・白と黒
- 7月13日・子連れ狼　地獄へ行くぞ！大五郎
- 10月26日・影の車
- 11月9日・十兵衛暗殺剣
- 12月14日・赤穂浪士　天の巻・地の巻

### 2019年
- 1月18日・網走番外地
- 2月15日・忍びの者
- 3月15日・はいからさんが通る
- 4月20日・櫻の園
- 5月13日・白昼の死角
- 6月14日・伝説巨神イデオン 接触篇/発動篇
- 7月19日・鴛鴦歌合戦
- 8月30日・リズと青い鳥
- 9月14日・誘拐報道
- 11月・丑三つの村
- 12月・忠臣蔵外伝四谷怪談

### 2020年
- 1月10日・伊賀忍法帖
- 2月21日・八甲田山
- 2月28日・つぐみ